# Застава Узбекистана
Застава Узбекистана је усвојена 18. новембра 1991. године.
Постоји неколико теорија о симболичком значењу заставе.
12 звезда представља 12 административних јединица (вилајета) Узбекистана. Сматра се да плава трака представља небо, бела представља правду, а зелена трака представља гостољубивост. Две уске црвене траке представљају снагу. Полумесец представља или обнављање или поновно појављивање земље након дугог боравка унутар Совјетског Савеза или традиционални исламски симбол.
По другом објашњењу, 12 звезда представља или 12 месеци или 12 зодијачких знакова, бела трака представља памук, главну пољопривредну културу у земљи, а полумесец представља ислам.
По трећем објашњењу, плава представља воду, бела представља мир, а зелена представља природу, са црвеним линијама животне силе које спајају ове компоненте.
Како је Узбекистан званично секуларна држава, све интерпретације које представљају боје или симболе заставе као исламске симболе, нису службене, са могућим изузетком полумесеца.